# Объединение Китая царством Цинь
Объединение Китая царством Цинь в III веке до нашей эры произошло в результате серии завоевательных войн, в ходе которых царство Цинь покорило остальные царства Китая в Период Сражающихся царств.

## Предыстория
В IV веке до н. э. царство Цинь начало отставать в военной мощи по отношению к другим «сражающимся царствам», где постепенно проводились реформы легистского образца, направленные на усиление централизованного государства и ограничение власти родовой аристократии. С целью преодолеть опасную для государства ситуацию циньский правитель Сяо-гун объявил, что если найдётся человек, который сможет предложить план усиления Цинь, то он получит высокую должность и обширные земли для кормления.
Такой план предложил Гунсунь Ян, пожалованный за это владением в области Шан, и потому более известный впоследствии под именем Шан Яна. Стройный и цельный план Шан Яна был нацелен прежде всего на централизацию управления, рост производства зерна и увеличение военной мощи государства, провозглашенные «Единым». Все остальные занятия, отвлекающие народ от этого — развлечения, торговля, изучение наук, музыка и т. п. были объявлены «паразитами», способствующими ослаблению, а то и гибели государства и фактически подлежали преследованию.
В результате легистской революции Шан Яна все привилегии циньской родовой аристократии были ликвидированы и власть в Цинь перешла к чиновной бюрократии. Было открыто провозглашено, что знатность в Цинь отныне будет зависеть не от родовитости, а исключительно от личных заслуг каждого отдельного человека на службе циньскому государству, даже если это будет выходец из другого царства. Шан Ян рекомендовал выдвигать в первую очередь тех, кто доказал свою преданность государю на службе в войске. Это открыло широкие карьерные возможности на государственной и военной службе способным лицам самого разного социального происхождения, в том числе и уроженцам других царств, к которым принадлежал и сам Шан Ян, выходец из Вэй, враждебного Цинь царства.
В силу более высокой вертикальной мобильности эффективность государственной и военной системы Цинь стала намного выше, чем у соседних княжеств, где большую часть государственных и военных постов продолжали занимать выходцы из родовой аристократии. Хотя Шан Ян после смерти своего покровителя Сяо-гуна погиб в борьбе с родовой аристократией, все его реформы были сохранены, поскольку отвечали государственным интересам Цинь. Они быстро дали эффект, и престиж княжества Цинь, превратившегося в милитаристскую империю, сильно вырос.
Шан Ян заботился не только о военном, но и экономическом усилении государства и им был принят целый ряд мер для увеличения производства зерна путём поощрения частной инициативы за счет ослабления сельской общины. Так, пустоши, превращенные кем-либо в поля, становились его частной собственностью. Это само по себе было революционным нововведением, поскольку до этого нигде в Китае земля не была чьей-то собственностью. Царство Цинь, используя наличие больших площадей свободной земли, захваченной у жунов (гуннов?), привлекало массы колонистов из перенаселенных центральных царств, давая им большие льготы — полное освобождение от всех налогов на 10 лет для строительства дома и распашки земли, а также освобождение от военной службы на три поколения вперед. Этим Цинь одновременно увеличивало собственную мощь и уменьшало людской потенциал соседних государств.
До середины IV века до н. э. княжество Цинь скорее стремилось избегать конфликтов с остальными княжествами, чем участвовать в них, при этом непрерывно захватывая территории племен жунов на западе. Однако после реформ Шан Яна циньская политика в отношении соседних княжеств стала совершенно иной и приобрела крайне агрессивный характер. Это было неслучайно — новая государственная доктрина Цинь прямо предписывала постоянное использование армии в наступательной войне против какого-либо соседнего княжества хотя бы для того, чтобы сохранить её высокую боеспособность.

Экспансия и объединение Китая царством Цинь

В результате реформ Шан Яна царство Цинь стало испытывать непрерывный экономический подъём, военная мощь Цинь стала приобретать угрожающий для соседних царств масштаб. Циньские армии, где была введена жесточайшая дисциплина, стали одерживать одну победу за другой, расширяя территорию царства за счёт завоеваний. В это время в Китае появилось изречение, характеризовавшее циньскую внешнюю политику следующим образом: «Умиротворять царство Цинь путём территориальных уступок — все равно, что дровами тушить пожар; дров нужно будет все больше, а пожар не прекратится». В 324 году до н. э. сын Сяо-гуна объявил себя «ваном», и тем самым сравнялся в титуле с формальным Сыном Неба (главой Чжоуского дома). Циньский правитель был не первым князем, присвоившим звание, принадлежавшее главе Чжоуского дома, за десять лет до этого правители царств Вэй и Ци уже признали друг друга ванами, а правитель царства Чу назвал себя ваном ещё в период Весны и Осени (Чуньцю). Тем не менее этот политический жест циньского правителя ясно отражал претензии его царства на власть над всеми землями Поднебесной.
Во второй половине IV века до н. э. большую роль в усилении Цинь сыграл первый министр Чжан И, так же, как и Шан Ян, выходец из царства Вэй. Другой уроженец этого царства, Вэй Ляо, родом из Даляна, назначенный старшим военачальником Цинь, предложил циньскому вану широко использовать в своих целях коррумпированных чиновников во вражеском лагере. Его предложение было принято и подкуп сыграл важную роль в войне, решив судьбу многих сражений и целых княжеств, противостоявших Цинь. Аналогичный совет дал первый министр Ли Сы, выходец из Чу, предложив Цинь Шихуану послать тайных убийц в другие царства, чтобы ликвидировать там наиболее выдающихся государственных деятелей, и Цинь Шихуан последовал ему. В начале III века до н. э. во главе циньских войск встал полководец Бай Ци (известный также как Бо Ци), который одним из главных методов войны сделал уничтожение живой силы противника с тем, чтобы потерпевшие поражение княжества не могли более сопротивляться; согласно подсчётам Лян Юйшэна, на его долю приходится более половины вражеских воинов, уничтоженных за последнее столетие периода Сражающихся царств.
В 255 г. до н. э. по приказу Чжаосян-вана циньскими войсками была оккупирована столица Чжоуского дома, а девять священных треножников и императорские регалии конфискованы и перевезены в столицу Цинь. Вслед за уничтожением в 249 г. до н. э. домена Сына Неба, игравшего до этого роль формального главы всей Поднебесной, в последующие три десятилетия наступила очередь всех остальных княжеств, которые один за другим были завоеваны княжеством Цинь. Заслуга в этом принадлежит не только циньским армиям, но и циньской дипломатии, сумевшей не допустить объединения сил шести княжеств, которые вместе превосходили силы Цинь примерно в 10 раз, а также тайным подрывным действиям циньской разведки, весьма успешно действовавшей во всех княжествах.

## Ход событий
В 246 до н. э. на трон царства Цинь взошёл Ин Чжэн, который вначале опирался на помощь первого министра Люй Бувэя, уроженца княжества Вэй, а затем — на сменившего его Ли Сы, выходца из княжества Чу.

### Завоевание Хань
Царство Хань было слабейшим из семи ведущих царств Китая конца эпохи Сражающихся царств. Цинь всю историю наносило по нему удар за ударом, отбирая один кусок территории за другим. Ань-ван, вступивший на ханьский престол в 238 году до н. э., уже практически не воевал, ничего не планировал и покорно ждал своей участи. Когда в 234 году до н. э. Цинь в последний раз выступило против Хань, то, желая спасти царство от гибели, Ань-ван отправил послом в Цинь знаменитого философа Хань Фэя, но тот был посажен первым министром Ли Сы в тюрьму, где его заставили принять яд. В 231—230 гг. до н. э. Цинь оккупировало остатки царства Хань, взяв последнего его правителя в плен.

### Завоевание Чжао
Война Цинь против Чжао была самой большой и самой жестокой войной периода Сражающихся царств. В это время Чжао было одним из немногих царств, способных на равных противостоять Цинь, однако в 260 году до н. э. потерпело страшное поражение в битве при Чанпине, в результате которого потеряло 450 тысяч воинов. После этой катастрофы царство Чжао, лишившись вооруженных сил, было готово пасть, его столица Ханьдань в 258 году до н. э. была осаждена циньскими войсками. В этой тяжелейшей ситуации Ханьдань, уже доведенный голодом до людоедства, от падения спасла лишь срочная помощь в 257 году до н. э. войск царств Вэй и Чу, опасавшихся дальнейшего усиления Цинь. После этого Чжао пришлось отражать нападение царства Янь, стремившегося оторвать часть чжаоских земель прежде, чем в Чжао вырастут новые воины. Несмотря на то, что Чжао удалось нанести поражение Янь и даже заставить его уступить часть территории, на войнах против Цинь эти успехи никак не сказались, и в последующие двадцать лет чжаосцы уступили циньцам почти сорок городов.
Во время атаки на Хань в 234 году до н. э. опасаясь, что Чжао, как и в 270 году до н. э., придёт Хань на помощь, Цинь отправило против Чжао армию под руководством Хуань Ци. В битве при Пинъяне чжаоская армия была разбита, потеряв 100 тысяч человек (циньцы, как обычно, вырезали всех попавших в плен). Армия Хуань Ци продолжала наносить удары по Чжао, но в 233 году до н. э. потерпела полное поражение в битве при Фэй и была почти вся истреблена. Хуань Ци бежал в царство Янь, опасаясь возмездия за разгром его армии — обычным наказанием циньского вана для потерпевших поражение полководцев была смерть. В 232 году до н. э. циньцы напали на Фаньу (в некоторых текстах — Паньу), но опять были разбиты. Тем не менее чжаоские армии тоже понесли существенные потери, и отступили, чтобы прикрыть столицу царства город Ханьдань.
Природные бедствия последующих лет (землетрясение в области Дай и сильная засуха, вызвавшая голод) подорвали обороноспособность Чжао, и Цинь, используя это обстоятельство, в 229 году до н. э. отправило против Чжао три армии, которыми руководили Ван Цзянь, Цзян Лэй и Ян Дуаньхэ. Поскольку циньские войска в открытом полевом сражении обладали значительным превосходством, чжаоский генерал Ли Му укрыл войска за мощными укреплениями, и ситуация стала патовой, напоминая «окопный тупик» времен первой мировой войны: циньцы в атаках на чжаоские укрепления несли большие потери, а Ли Му не желал выводить свои войска из укреплений для полевого сражения с численно превосходящим противником.
Тогда циньцы в очередной раз сделали ставку на интриги, чтобы устранить талантливого полководца, которого не сумели победить в сражении. Подкупив большим количеством золота министра Го Кая, циньские агенты смогли очернить Ли Му, который был снят с должности по обвинению в сговоре с циньцами и казнён. На пост чжаоского главнокомандующего был поставлен генерал Чжао Цун, не имевший способностей, сравнимых с полководческим талантом Ли Му. Войска Чжао Цуна и циского генерала Яня Цзюя были разбиты армией Цинь. После этого циньские войска в 228 году до н. э. окончательно захватили Чжао, взяв его правителя Цяна (Ю-мяо-вана) в плен.
Бежавшие на север, в область Дай, чжаосцы провозгласили своим правителем Цзя — старшего сына Даосян-вана. Он продержался в Дай ещё шесть лет, пока Цинь, завоевав Янь, не уничтожило и это владение.

### Завоевание Янь
Лишь после того, как Цинь разгромило Чжао, своего сильнейшего противника, царство Янь вдруг осознало, что происходящее выходит далеко за рамки обычной войны одних царств против других, и что оно само вполне может стать следующей жертвой циньской агрессии. Не надеясь на военную силу, Дань — наследник правителя царства Янь — послал под видом посла в Цинь Цзин Кэ, чтобы тот убил циньского правителя. Однако это покушение, самое знаменитое в истории Китая, провалилось. А циньский правитель не только остался жив, но и получил прекрасный повод для начала войны с Янь и под предлогом мести за попытку убийства в 226 году до н. э. циньские войска напали на Янь. Остатки разгромленных яньских войск отступили на северо-восток, в Ляодун, где на реке Яньшуй Дань был убит по приказу собственного отца, надеявшегося такой ценой сохранить государство, а его голова передана циньцам. После этого Цинь на несколько лет оставило Янь в покое, но в 222 году до н. э. завершило завоевание Янь, аннексировав его остатки.

### Завоевание Вэй
Царство Вэй стало первой жертвой циньской экспансии, начало которой положило нападение циньской армии под командованием самого Шан Яна в 352 году до н. э. Впоследствии Вэй много раз было вынуждено обороняться от циньской агрессии, постоянно терпя при этом поражения, и в IV веке Вэй даже пришлось перенести столицу в Далян, подальше от циньской границы. Затем Вэй было вынуждено отдать Цинь земли к западу от Хуанхэ.
В III веке до н. э. Вэй понесло ещё ряд поражений от Цинь, потеряв много войск и территорий. Прежняя вэйская столица Аньи (на севере современного уезда Сясянь провинции Шаньси) в 286 году до н. э. была вместе с прилегающими землями захвачена Цинь, которое изгнало его жителей в оставшуюся часть Вэй. В 242 году до н. э. Цинь нанесло очередной тяжёлый удар по Вэй, отобрав 20 городов. В 225 году до н. э. циньский полководец Ван Бэнь повёл в решающее наступление на Вэй громадную 600-тысячную циньскую армию, и осадил Далян. После трёхмесячной осады он провёл от Хуанхэ канал и затопил Далян. Стены города рухнули, и вэйский ван сдался. Царство Вэй было ликвидировано.

### Завоевание Чу
Когда-то Чу было крупнейшим и сильнейшим царством Китая, но в результате ряда неудачных войн против Цинь и его союзников его силы были подорваны. Несломленная мощь чуской родовой аристократии делала власть правителя Чу слабой, что во многом лишало его возможности эффективно использовать для обороны имеющиеся ресурсы огромного государства. К тому же циньский правитель широко использовал подкуп чуских сановников, чтобы подорвать союз Чу с другими царствами и исключить возможность образования широкой антициньской коалиции. Изолировав Чу от других царств, циньцам в конце IV — начале III веков до н. э. удалось нанести Чу ряд крупных поражений и отнять у него значительную часть территории, включая его столицу Ин 郢 (совр. Цзинчжоу), захваченную циньцами в 278 до н. э.
После этого Цинь оставило Чу в покое на полвека, направив свою агрессию против «трех Цзинь» — Хань, Вэй и Чжао, что дало Чу, стоявшему на грани гибели, возможность в значительно мере восстановить свои силы. Однако после захвата всех «трех Цзинь» разгром остальных царств, включая Чу, был делом времени, таково было превосходство циньского войска над армиями всех прочих царств.
Командующим для решающего наступления на Чу циньский правитель Ин Чжэн назначил молодого амбициозного генерала Ли Синя, который брался завоевать это огромное княжество, занимавшее треть Поднебесной, имея не более 200 тысяч солдат. Полководец Ван Цзянь, считавший, что для этого потребуется не менее 600 тысяч солдат, был отправлен в отставку как старый и трусливый полководец, несмотря на все его прежние заслуги.
Однако действительность опрокинула расчеты Ин Чжэна. В 224 году до н. э. циньские войска под руководством Ли Синя и Мэн Тяня вторглись в Чу, но потерпели крупное поражение. Тогда циньский правитель признал ошибку и лично попросил Ван Цзяня вернуться на службу и возглавить завоевание Чу, предоставив ему требуемые 600 тысяч воинов. В битве у Цинань чуская армия была разбита. В 223 году до н. э. циньские войска захватили столицу Чу и пленили чуского вана.
В следующем году Ван Цзянь завоевал чуские земли к югу от Янцзы, и принудил к сдаче правителя княжества Юэ, вассала Чу.

### Завоевание Ци
Царство Ци, одно из самых могущественных «Сражающихся царств», надеялось на дружественные отношения с Цинь и не участвовало в совместном отпоре княжеств циньской экспансии на её завершающем этапе. Это определялось как близорукой политикой самого циского правителя, не осознававшего до конца размеров циньской угрозы, так и широким проникновением циньской агентуры в высшие круги княжества, советовавшей правителю соблюдать полный нейтралитет и не участвовать в антицинской коалиции княжеств.
Ввиду этого царство Ци не пришло на помощь в трудный час царству Чжао, несмотря на настоятельные просьбы чжаосцев. Циский правитель Цзянь-ван вопреки советам министров отказал даже в поставке продовольствия во время засухи в чжаоских землях. Этот подчеркнутый нейтралитет Ци не осталось незамеченным и циньский ван сделал ответный жест, правда, мало чего стоивший ему: когда в 237 году до н. э. циский Цзянь-ван отправился с визитом в Сяньян, там ему была устроена торжественная встреча.
Однако впоследствии оправдались не надежды правителя Ци на добрые отношения с Цинь, а расчеты Цинь на разгром княжеств поодиночке: после уничтожения всех прочих княжеств в 221 году до н. э. правитель Цинь, придравшись к ничтожному поводу (отказу прислать посла), объявил войну Ци. Когда победоносная циньская армия напала на Ци, правитель Цзянь-ван к такому повороту событий оказался совершенно не готов, а союзников, к которым он мог бы обратиться за помощью, теперь у него уже не было, поскольку все остальные царства были уже захвачены циньцами. После того как циньские войска подступили к столице, не зная, как поступить, Цзянь-ван по совету подкупленного циньцами первого министра Хоу Шэна сдался без боя. Как повествует «Чжаньго цэ» («Стратегии сражающихся царств»), пленный циский ван был помещен под охрану циньских войск «среди сосен и кипарисов» в дворцовом парке, где и умер от голода. Царство Ци было ликвидировано, а его территория присоединена к Цинь.

## Итоги и последствия
После того, как царство Цинь завоевало все остальные царства Китая, его правитель отдал приказ первым советникам и цензорам:

В своё время ханьский ван поднёс нам земли, вручил печать и просил считать его нашим слугой. Однако вскоре он нарушил соглашение, объединился с княжествами Чжао и Вэй в союз по вертикали и восстал против Цинь, поэтому я послал войска, покарал их и взял в плен правителя Хань. Я считал, что это принесёт добрые результаты и, может быть, прекратятся военные действия. После этого правитель княжества Чжао прислал своего первого советника Ли Му заключить союз с Цинь, и поэтому мы вернули княжича дома Чжао, бывшего у нас заложником. Однако вскоре чжаоский ван нарушил союз и поднялся против нас в Тайюани. Поэтому я послал войска, покарал Чжао и взял их вана в плен. Тогда княжич Чжао по имени Цзя объявил себя Дай-ваном, поэтому я послал войска, разбил и уничтожил его. Вэйский ван вначале договорился с нами и изъявил свою покорность Цинь, но вскоре вместе с княжествами Хань и Чжао замыслил неожиданно напасть на Цинь, тогда циньские войска и наши слуги покарали его и покончили с его владениями. Цзинский ван (правитель Чу) поднёс нам земли к западу от Цинъяна, но вскоре нарушил договор и напал на нашу область Наньцзюнь, из-за этого я послал войска покарать его, взял в плен их правителя и умиротворил земли Цзин. Правитель княжества Янь по своему неразумению творил беспорядки, а его наследник Дань тайком приказал Цзин Кэ совершить злодейство против меня, вот почему я послал войска и своих слуг покарать его и покончил с его владением. Правитель княжества Ци, следуя советам Хоу Шэна, перестал посылать в Цинь послов и намеревался поднять бунт, поэтому войска и наши слуги покарали циского вана, взяли его в плен и умиротворили земли Ци.

Я со своими слабыми силами смог поднять войска и покарать жестоких и мятежных, только опираясь на помощь духов своих предков, так правители шести княжеств понесли наказание за свои преступления, а Поднебесная оказалась полностью умиротворённой. Ныне, если не изменить титул правителя, нечем будет оценить достигнутые успехи и передать о них потомкам. Обсудите, каким быть титулу императора! 
После дискуссии с министрами циньский правитель принял титул «император» (хуанди). Так появилась первая централизованная империя на территории Китая.